# Ân tần
Ân tần Ô Nhã thị (chữ Hán: 恩嬪乌雅氏; ? - 1846), là một phi tần của Thanh Nhân Tông Gia Khánh Đế.

## Thân thế
Ân tần Ô Nhã thị không rõ năm sinh, sinh ngày 24 tháng 9 (âm lịch), người Mãn Châu Chính Hoàng kỳ, hệ Ô Nhã thị của Ba Bái (巴拜), cùng tộc với Hiếu Cung Nhân Hoàng hậu và Trang Thuận Hoàng quý phi.
Xét thứ hệ mà nói, chi hệ của Ân tần so với Hiếu Cung Nhân Hoàng hậu đã tương đương xa xôi, do đời Ân tần đã qua ["Ngũ phục"; 五服] so với Hiếu Cung Nhân Hoàng hậu. Từ bối phận mà nói, Hiếu Cung Nhân Hoàng hậu là ["Tộc tằng tổ mẫu"; 族曾祖母], cùng Tằng tổ phụ của Ân tần là La Đại (罗岱) là bà con họ hàng xa 5 đời. Nhưng là về phương diện khác, Trang Thuận Hoàng quý phi và Ân tần lại là cùng chi hệ.
Ân tần này một chi hệ phát tích với tổ phụ Quan Bảo (官保), tự Dụng Dân (用民), hiệu Sư Tuyền (师泉), lấy Bút thiếp thức (chức quan dịch và ghi chép tài liệu) mà nhập sĩ, nhiều lần đảm nhiệm Chủ sự, Lang trung, Tri phủ, Phó Đô thống, sau thăng nhiệm Hình bộ Thị lang, Đô thống, Lại bộ Thượng thư rồi Hiệp bạn Đại học sĩ. Khi 80 tuổi về hưu. Càn Long Đế từng ban Tam ban Cửu lão yến (三班九老宴) ở núi Hương Sơn thiện đãi các cựu lão quan của Văn ban, Võ ban và Hưu ban, và Quan Bảo chính là được dự trong hàng Hưu ban. Quan Bảo sinh hai con trai, thứ nhất tên Vạn Ngưng (万凝), tị húy đổi thành Vạn Minh (万明), chính là cha của Ân tần, sĩ đến Tả Phó Đô Ngự sử; con thứ hai là Ngưng Đức (凝德), từ Lam Linh Thị vệ xuất thân, tòng chinh các nơi, lập có chiến công, nhậm vì Cam Túc Ba Lý Khôn Tổng binh, bỏ mình ở cuộc chiến với Bạch Liên giáo, tặng Kỵ đô úy (骑都尉). Con của Ngưng Đức là Tam Đa (三多) kế thừa tập tước Kỵ đô úy, con thứ Bách Lộc (百禄) làm đến Thông phán, một tiểu quan, sinh ra bốn con trai, con thứ 3 tên Linh Thọ (灵寿), làm Bút thiếp thức, chính là cha sinh của Trang Thuận Hoàng quý phi. Xét theo thân tộc, Ân tần là ["Đường cô tổ mẫu"; 堂姑祖母] với Trang Thuận Hoàng quý phi.
Vạn Minh cưới Phú Sát thị nhưng qua đời sớm, sau cưới con gái Tông Thất triều Thanh, và có một thị thiếp họ Lý. Trong nhà Vạn Minh chỉ có một con trai tên Ngọc Kiệm (玉俭), do Lý thị sinh ra, làm đến Chủ sự Lễ bộ, mất năm Gia Khánh thứ 19, khi 30 tuổi. Theo suy đoán, Ân tần rất có khả năng cũng do Lý thị sinh ra, và Ngọc Kiệm có lẽ là anh ruột của bà.

## Đại Thanh tần phi
Ân tần Ô Nhã thị xuất thân Chính Hoàng Kỳ Mãn Châu, là người Bát Kỳ Tá lĩnh trên phương diện Kỳ phân Tá lĩnh, cho nên Ô Nhã thị hẳn là ở Gia Khánh triều qua Bát Kỳ tuyển tú mà tuyển vào cung trung. Nhưng do Ngọc phả gia đình Vạn Minh không ghi lại năm sinh của Ô Nhã thị, cũng không rõ bà sinh năm nào, trước tiên không đoán được bà là ở kỳ tuyển tú nào vào cung. Vị trí của bà suốt thời Gia Khánh chỉ là Quý nhân.
Căn cứ tài liệu chữ Mãn của Nội vụ phủ tấu lên, thì chữ "Ân" này của Ô Nhã thị không có giải nghĩa, chỉ phiên làm [En], chứng tỏ gọi "Ân" này là một dạng phiên âm dòng dõi gia tộc, hoặc là chữ đầu của biểu tự hay hiệu riêng của Ô Nhã thị mà thôi.
Năm Gia Khánh thứ 25 (1820), tháng 7, Gia Khánh Đế băng hà. Tháng 12, Đạo Quang Đế vừa mới đăng cơ, quyết định ân phong 3 vị Thứ mẫu là phi tần của Gia Khánh Đế, là Ân Quý nhân, Vinh Quý nhân cùng An Thường tại đều lên Tần. Cả ba đều cùng Hoàng khảo Hàm Hi Hoàng quý phi đều trú tại Thọ Tây cung (壽西宮).
Sách văn tấn phong:
| “                           | 德协兰仪。承坤元而著媺。馨流蕙质。备谦顺以延庥。聿贲徽章。用崇典礼。皇考恩贵人乌雅氏。根心俨恪。蕴性温恭。淑誉攸彰。表金相于壸掖。慎行不怠。循玉度于宸轩。宜晋荣名。式孚懿范。谨以金册尊为皇考恩嫔。于戏。瑶函焕彩。弥增象服之华。宝篆敷文。允集鸿厘之庆。谨言。○命内阁学士舒英恭赍金册。 . Đức hiệp lan nghi. Thừa khôn nguyên nhi trứ 媺. Hinh lưu huệ chất. Bị khiêm thuận dĩ duyên hưu. Duật bí huy chương. Dụng sùng điển lễ. Hoàng khảo Ân Quý nhân Ô Nhã thị, căn tâm nghiễm khác. Uẩn tính ôn cung. Thục dự du chương. Biểu kim tương vu khổn dịch. Thận hành bất đãi. Tuần ngọc độ vu thần hiên. Nghi tấn vinh danh. Thức phu ý phạm. Cẩn dĩ kim sách tôn vi Hoàng khảo Ân tần. Vu hí! Dao hàm hoán thải. Di tăng tượng phục chi hoa. Bảo triện phu văn. Duẫn tập hồng li chi khánh. Cẩn ngôn. | ” |
| — Sách văn Ân tần Ô Nhã thị | |   |

Năm Đạo Quang thứ 26 (1846), ngày 12 tháng 10 (âm lịch), Ân tần Ô Nhã thị qua đời, không rõ bao nhiêu tuổi. Năm thứ 29 (1849), ngày 25 tháng 9 (âm lịch), kim quan của bà được an táng vào Phi viên tẩm của Xương lăng (昌陵), Thanh Tây lăng.